# NGC 4971
NGC 4971 est une galaxie lenticulaire située dans la constellation de la Chevelure de Bérénice. Sa vitesse par rapport au fond diffus cosmologique est de 6 524 ± 18 km/s, ce qui correspond à une distance de Hubble de 96,2 ± 6,7 Mpc (∼314 millions d'al). NGC 4971 a été découverte par l'astronome prussien Heinrich Louis d'Arrest en 1865.
À ce jour, une mesure non basée sur le décalage vers le rouge (redshift) donne une distance d'environ 91,200 Mpc (∼297 millions d'al). Cette valeur est à l'intérieur des valeurs de la distance de Hubble.